# Аскиз (рабочий посёлок)

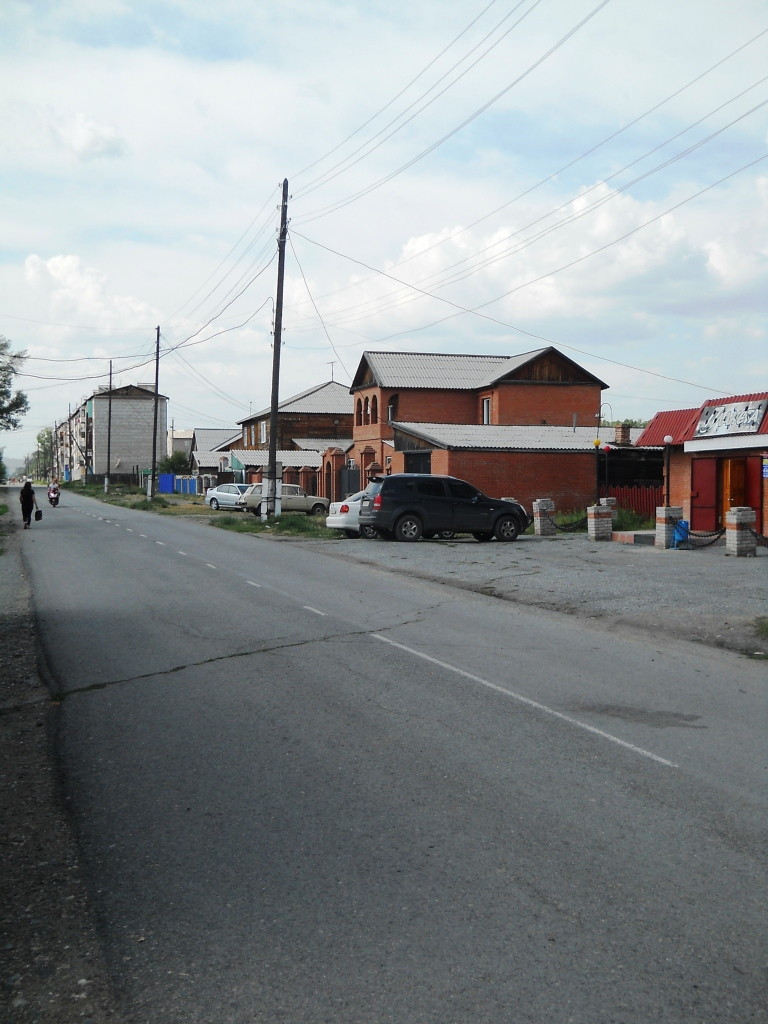
Вид на улицу пгт. Аскиз

Аски́з (хак. Асхыс) — рабочий посёлок (посёлок городского типа) в Аскизском районе Республики Хакасия. Образует городское поселение Аскизский поссовет.
Расположен на реке Аскиз в 90-95 км к юго-западу от Абакана. В 5 км к востоку от посёлка расположено село Аскиз.
В посёлке находится станция Аскиз Красноярской железной дороги на линии Новокузнецк — Абакан.

## Население
| 1959  | 1970  | 1979  | 1989  | 2002  | 2009  | 2010  | 2012  | 2013  |
| ----- | ----- | ----- | ----- | ----- | ----- | ----- | ----- | ----- |
| 5459  | ↘4558 | ↘4464 | ↗4572 | ↗5050 | ↘4847 | ↗5208 | ↘5092 | ↘4967 |
| 2014  | 2015  | 2016  | 2017  | 2018  | 2019  | 2020  | 2021  |       |
| ↘4901 | ↘4808 | ↘4713 | ↘4660 | ↘4570 | ↘4441 | ↘4355 | ↗5356 |       |

## Известные уроженцы
- Наймушина, Елена Аркадьевна (1964—2017) — советская гимнастка, олимпийская чемпионка 1980 года, заслуженный мастер спорта СССР.